# Kokotice povázka

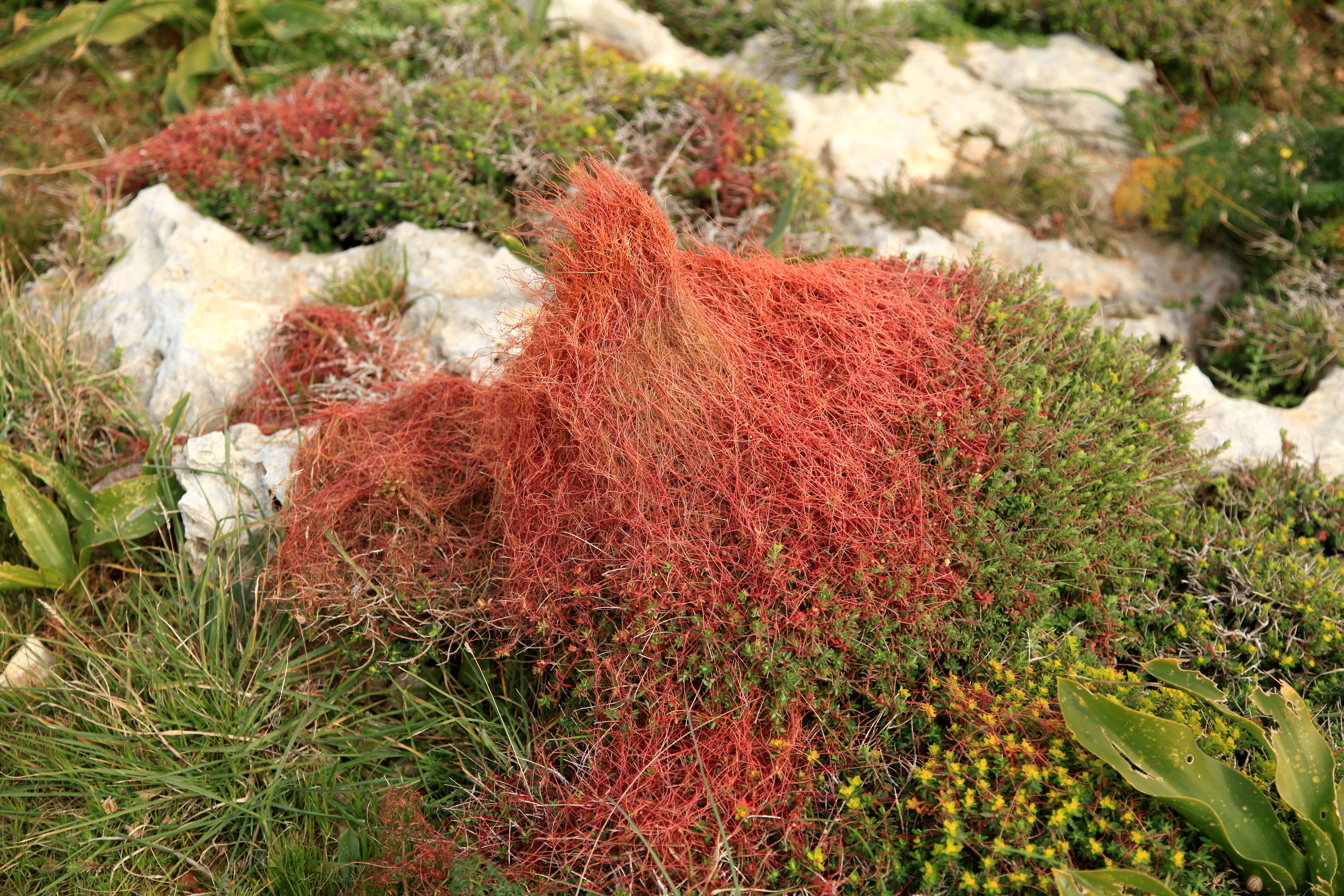
Cizopasník v praxi

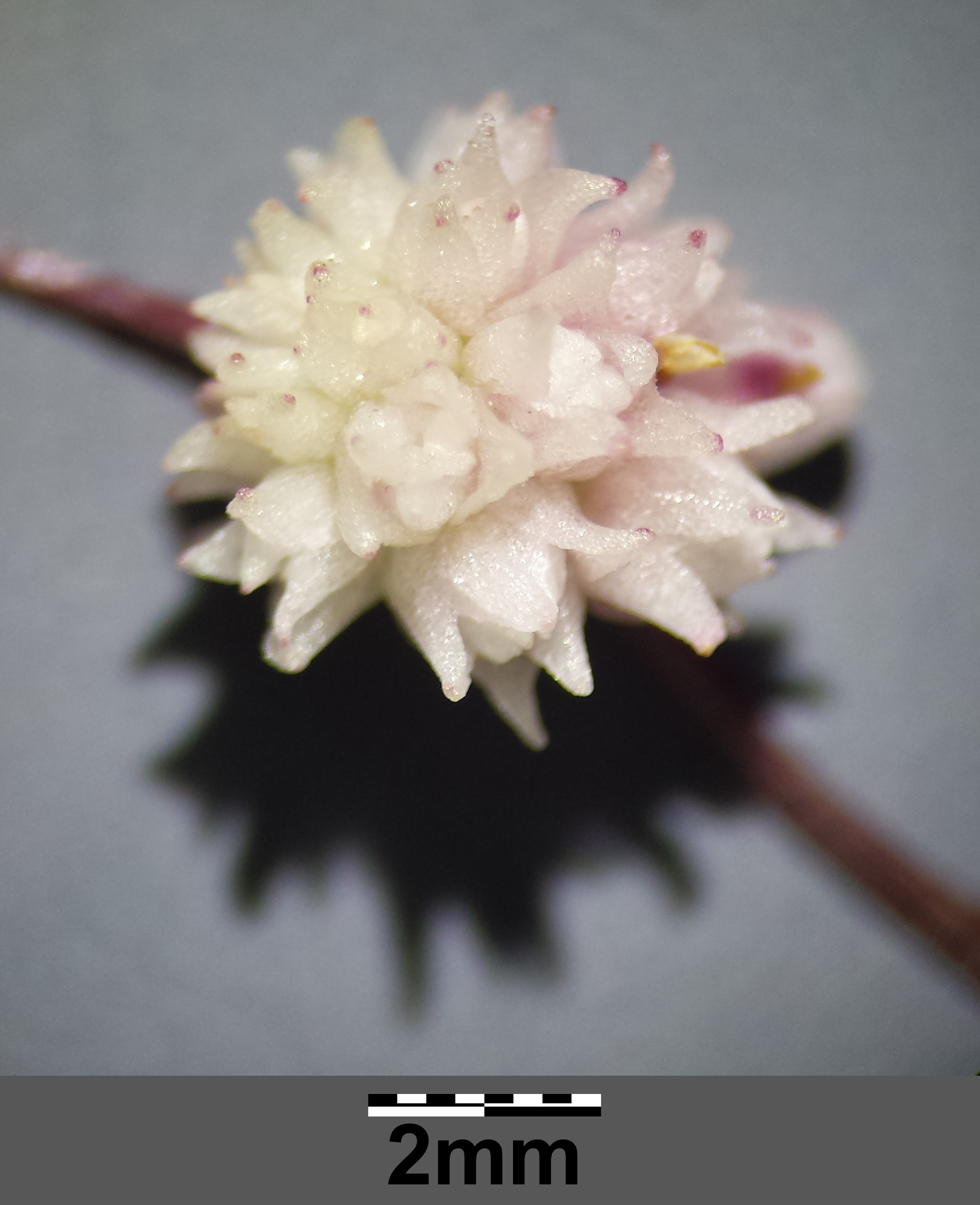
Květenství

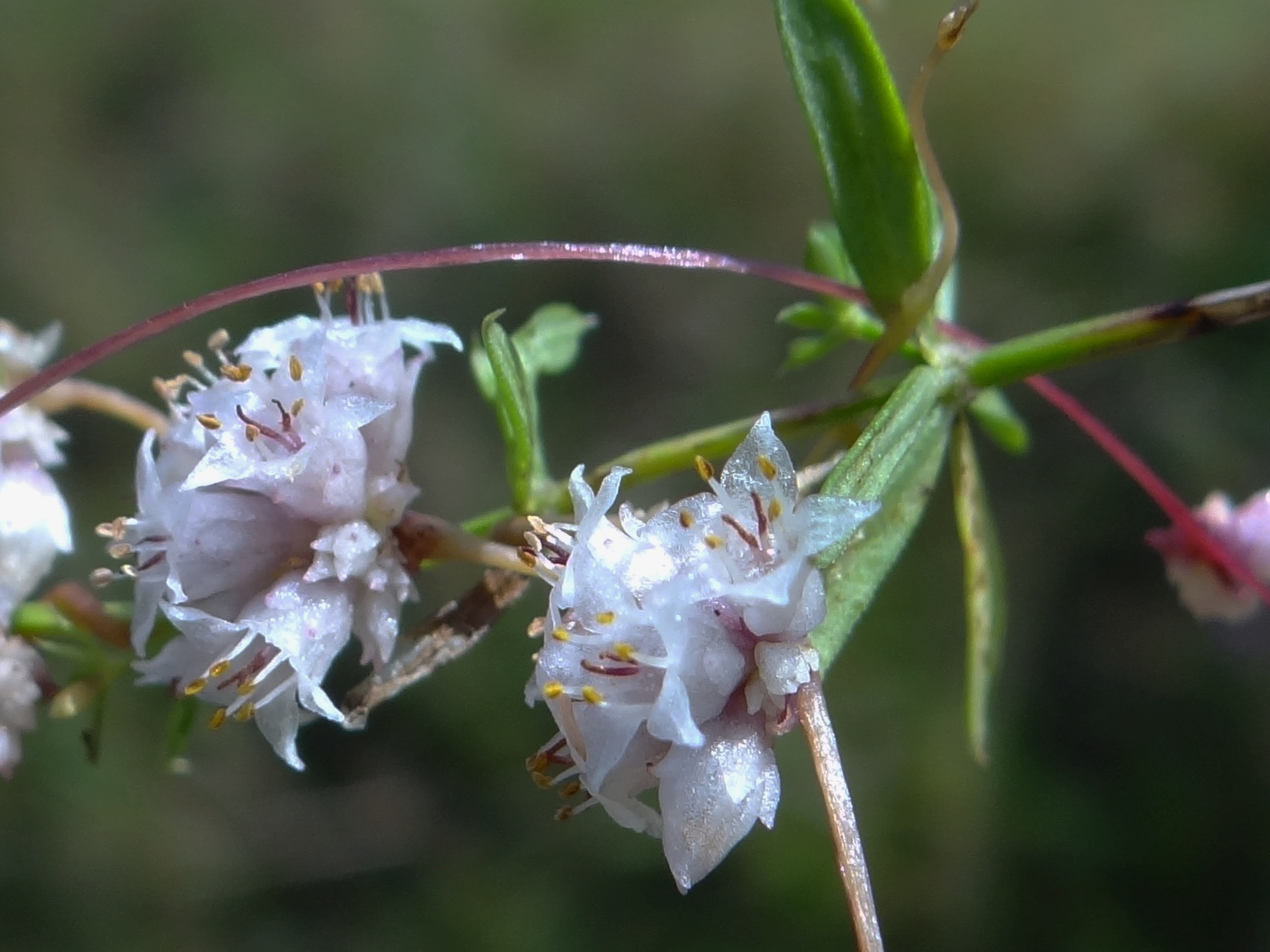
Otevřený květ

Kokotice povázka (Cuscuta epithymum) je jednoletá, liánovitá rostlina cizopasící na různých bylinných hostitelích, v Česku nejčastěji na jeteli, vojtěšce, mrkvi, merlíku, vřesu nebo pryšci. Tento stonkový holoparazit nemá kořen a jeho listy jsou zredukované na sotva znatelné šupinky, které stejně jako lodyha nemají fotosyntetický pigment nutný k fotosyntéze. Nemůže proto existovat bez přiživování se na napadených rostlinách, od kterých násilně získává vodu a všechny potřebné živiny. Tento plevel je v České republice původní druh, jedním z pěti druhů vyskytujících se v české přírodě, z celkových asi 150 celosvětově rozšířených druhů.

## Rozšíření
Kokotice povázka má rozlehlý areál rozkládající se v Evropě od Španělska a Velké Británii na západě až po Rusko na východě a dále přes západní Sibiř, Kavkaz, Jihozápadní Asii, Střední Asii až do západní Číny na východě. Na severu Evropy sahá od jihu Skandinávského poloostrova přes střední Evropu po oblasti Středomoří, včetně severozápadu Afriky. V novověku byl tento terofyt zavlečen do Severní a Jižní Ameriky, stejně jako do jižní Afriky, Austrálie i na Nový Zéland.
V České republice roste roztroušeně až hojně od nížin do podhůří, výše již bývá vzácná. Těžiště výskytu je termofytiku a nižších polohách mezofytika, nejvýše se vyskytuje v Bílých Karpatech ve výšce okolo 850 m n. m.

## Ekologie
Nejčastěji roste na výslunných suchých travnatých nebo křovinatých stráních, v lesních lemech, podél polních cest, na loukách, polích, vinicích i na zarostlých rumištích. Vyskytuje se v prostředích s průměrnou roční teplotou od 12 do 20 °C a vodními srážkami 155 až 1100 mm. Kvete bílými až růžovými květy od července do září, semena bývají zralá v srpnu až říjnu. Jedná se o značně proměnlivý druh, především ve velikosti květů, plodů i celých rostlin. Značně rozmanité je i zbarvení lodyh a květů, stejně jako druhů rostlin které napadá. Počet chromozomů 2n = 14.

## Popis
Bezkořenná, nezelená bylina s tenkou, ovíjivou, větvenou či nevětvenou lodyhou dlouhou 15 až 50 cm, hrubou pouze od 0,3 do 0,8 mm. Lodyha je lysá, hladká, bělavá, žlutavá až světle nachová, listy na ní jsou neznatelné a ani lodyha nemá buňky schopné fotosyntézy. Tato parazitní rostlina na hostiteli visí, není ukotvená v půdě. Lodyhy po uschnutí vyblednou, ztvrdnou a vypadají jako drátovité klubko.
Na lodyze kruhového průřezu se vytvářejí hustá, 5 až 10 mm velká květenství svazečky, tvořena pěti až pětadvaceti přisedlými květy. Pětičetný, oboupohlavný, bělavě růžový až načervenalý květ je dlouhý 2,5 až 3 mm. V suché půdě vyrůstají rostliny velmi nízké a jejich květy bývají téměř červené. Občas se vyskytují rostliny s květy dlouhými až 4 mm a rostoucími v až třicetikvětých klubíčkách, ty bývají někdy oddělovány jako samostatný poddruh Cuscuta epithymum subsp. trifolii.
Zvonkovitý, do poloviny srostlý květní kalich má pět trojúhelníkovitých až vejčitých cípů bělavě zelených až světle hnědých, jež jsou na konci špičaté či tupé a bývají stejně dlouhé jako kališní trubka. Vytrvalá koruna o málo delší než kalich je tvořena pěti eliptickými, špičatými, blanitými lístky se síťovitou kresbou, které jsou vzpřímené, do plochy rozložené či nazpět ohnuté a jsou delší než korunní trubka dlouhá asi 1 mm. V korunní trubce jsou šupinky v horní části nepravidelně zubaté až krátce třásnité, které sahající až k bázi tyčinek. Květ obsahuje pět krátkých, vespod srostlých tyčinek s oválnými červenohnědými prašníky čnícími z koruny. Hnědý kulovitý semeník asi 3 mm velký obsahuje čtyři vajíčka, nese dvě hnědé čnělky s nitkovitými bliznami asi 3 mm dlouhými, které bývají stejně dlouhé jako semeník. Vonící květy mohou být opylovány drobným hmyzem, nebo může dojít k samosprašnosti.
Plod je kulovitá až hruškovitá, 2 mm velká tobolka, svrchu obalená neopadanými uschlými korunními lístky. Otevírá se po obvodě a obsahuje čtyři semena velká asi 1 mm, jež bývají spojená do párů. Na jedné rostlině může dozrát až šestnáct tisíc semen, která se šíří větrem, vodou, zvířaty i činností člověka. Semena mají tvrdá osemení špatně propouštějící vodu a zůstávají v půdě až pět let životaschopná, stejně jako po projití zažívacím ústrojím zvířat. Nejlépe klíčí z povrchu půdy či hloubky jen několika mm.

## Rozmnožování
Kokotice povázka se rozmnožuje výhradně semeny. Klíčení nezávisí na blízké přítomnosti vhodné hostitelské rostliny, ale na vlhku a dostatečné teplotě okolo 20 °C. Semena mají různě tvrdá a vodu nepropustná krycí osemení, proto klíčí postupně po dobu několika let. V půdní bance mohou ležet bez újmy na klíčivosti i pět let. Tím je pojištěno, že v případě nepřítomnosti vyhovujících hostitelských bylin nevzklíčí příliš mnoho semen zbytečně, ostatní vyklíčí až v následných létech. Mladé rostlinky se objevují až na rozhraní jara a léta s nástupem teplého počasí, kdy již rostou rostliny vhodné k parazitování. Semena skladována v suchu při pokojové teplotě neklíčí bez skarifikace.
Základním předpokladem pro další zdárný vývoj semenáče je splnění požadavku, aby byla v blízkosti rostlina vhodná k parazitaci. Po vyklíčení semene se vytvoří krátkověký kořínek, který zajišťuje pouze dočasné ukotvení v půdě, zatímco z hypokotylu se nahoru rychle vyvíjí nitkovitá lodyha. Její vrchol se otáčí proti směru hodinových ručiček, liánovitá lodyha takto hledá ve své blízkosti vhodný objekt, po nalezení se kolem něj ovine, ať se jedná o živý či neživá předmět. Bez závislosti na úspěchu kotvící kořínek již pomalu hyne, délka lodyhy v tu dobu nepřesahuje 10 cm.
V místě styku lodyhy se stonkem rostliny vhodné k parazitaci vypustí kokotice povázka látky narušující kutikulu vyhlédnutého jedince a za pomoci cytokinů dojde ke vzniku haustorií, která vytvářejí intruzivní vlákna. Ta pronikají mezi buňky v pletivu hostitelské rostliny, spojí se s cévním svazkem a vytvoří propojení pro přesun živin směrem k parazitující kokotici. Spojením jednosměrně proudí k růstu potřebné organické látky i voda, jež umožňují rychlý růst parazita na úkor hostitelské rostliny, kokotice jsou nejrychleji rostoucími cizopasnými rostlinami. Při šplhání prodlužující se lodyhy střídají pevné oviny s volnějšími, tehdy se lodyha odklání na stranu a hledá nové větve nebo dalšího hostitele použitelného k parazitování. Za příznivých podmínek se lodyha rozvětví a může současně získávat živiny z více rostlin i nestejného druhu.
S úhynem jednoleté parazitované rostliny uhyne i její parazit, který nepřežije zimní období. U dvouletých či víceletých je ale kokotice povázka schopná u hostitelské rostliny vyvolat tvorbu výrůstků, hálek, ve kterých může parazitická tkáň přezimovat a na jaře se z ní vyvine nová cizopasná rostlina.

## Význam
Kokotice povázka je při větším rozšíření nebezpečný plevel, zvláště na polích s jetelem a vojtěškou. V současnosti je však již její výskyt díky chemické ochraně a střídání plodin značně omezen. Pokud dostane přílržitost napadá velké množství jiných druhů, nejčastěji z čeledí hvězdnicovité, bobovité, brukvovité, jitrocelovité, hluchavkovité, krtičníkovité, miříkovité, mořenovité, pryšcovité, rdesnovité, zvonkovité. Vzácně parazituje i na kapraďorostech, např. na rodech Pteridium a Asplenium.
Rostlina obsahuje malé množství benzopyranových derivátů, např. kuskutin. Po zkrmení travních porostů lokálně napadených kokoticí může u zvířat docházet k relativně lehké otravě, jenž se projevuje poruchami funkce zažívacího ústrojí, tonickými křečemi, záškuby a třesem skeletárního svalstva. Ještě však nebylo prokázáno (v roce 2018), že příčinou je opravdu kuskutin, neboť se nabízí úvaha, zda tyto nevhodné látky nepocházejí z kokotice, ale z hostitelské rostliny, která se brání parazitovi tvorby dosud neznámých sloučenin, jež mohou být pro hospodářská zvířata toxická.
V léčitelství byla rostlina používána jako projímadlo a lék na nemocná játra, slezinu a močové cesty. Účinnost dosud nebyla vědecky zhodnocena.